# Salmo 40
Il salmo 40 (39 secondo la numerazione greca) costituisce il quarantesimo capitolo del Libro dei salmi.

## Esegesi
Il protagonista del salmo, nella prima parte del testo, inneggia alla fedeltà di Dio ricordando l'aiuto ricevuto in passato e la fiducia posta nell'intervento divino. Nella seconda parte del testo, l'orante chiede un nuovo intervento del Signore. 
Per San Paolo questo salmo è riferito a Gesù Cristo ed è posto come un simbolico inizio del cammino di giustificazione. Questa visione cristologica dei versetti 7 - 9, è presente nella lettera agli Ebrei in cui Paolo descrive un nuovo culto verso Dio fatto di ascolto della parola, di ricerca della volontà divina e di concreto impegno volto a realizzarla.

## Nell'arte
In ambito musicale, gli U2 hanno pubblicato il brano musicale 40 basato su questo salmo.